# Strażnica WOP Wolin (R)
Strażnica WOP Wolin – podstawowy pododdział graniczny Wojsk Ochrony Pogranicza.

## Formowanie i zmiany organizacyjne
W związku z wymogami sytuacji granicznej w roku 1954 z byłego punktu kontrolnego ruchu rybackiego utworzono 264 strażnicę WOP Wolin. Strażnica weszła w skład 125 batalionu WOP.
W 1955 roku rozwiązane zostały strażnice nr 263 i 265, a ich odcinki włączono do 264 strażnicy WOP Wolin. Zwiększono jej stan do 95 żołnierzy. W 1956 otrzymała nr 26 i podlegała bezpośrednio pod sztab brygady. W jej skład wchodziły Punkty Kontrolne Ruchu Rybackiego Lubin, Stepnica i Wolin. W listopadzie 1957 26 strażnicę WOP Wolin rozwiązano.

## Dowódcy strażnicy
- por. Henryk Królikowski (1954-1956)
- por. Józef Kuna (1956-1957)